# Obermaßfeld-Grimmenthal
Obermaßfeld-Grimmenthal é um município da Alemanha localizado no distrito de Schmalkalden-Meiningen, estado de Turíngia.
Pertence ao Verwaltungsgemeinschaft de Salzbrücke.